# Фільс
Фільс (нім. Vils) — місто округу Ройтте у землі Тіроль, Австрія.
Фільс лежить на висоті 826 м над рівнем моря і займає площу 30,77 км². Громада налічує 1482 мешканців. 
Густота населення 48/км².  

## Історія
Міська грамота була надана Вільнюсу ще у 1327 році королем Людвігом IV (німецько-римський імператор у 1328 році) відповідно до закону Кауфбойрен. У цьому документі місто вперше згадується як Fülß. Назва походить від річки, яка протікає через поселення. У Центральній Європі є кілька річок з назвою Фільс. В її основі може лежати індоєвропейське слово *Pelisa «вода, що тече» або *Filusa «маса води» .
Сьогодні центр характеризується широкими будинками з двосхилими дахами та пофарбованими фасадами (фермерське містечко). До 20-го століття сільське господарство було найважливішим джерелом доходу. Лорди Хохенегг, впливові дворяни в середньовіччі, розширили замок Вільсегг, який зараз знаходиться в руїнах .
У 1408 році герцог Фрідріх IV Австро-Тірольський (Фрідель з порожньою кишенею) відібрав у Кемптенського абатства вотчину Вільсегг, але продовжував утримувати у володіннях панів Хохенеггів графство Фільс. Після смерті останнього Гогенєґґера у 1671 році Фільс став частиною Австрії, але не Тіролю.
Після поразки у війні з Наполеоном Австрія була змушена у 1805 році поступитися Тіролем, своїми швабськими володіннями та Вільсом Баварії. Лише у 1816 році, після переговорів на Віденському конгресі, Фільс остаточно відійшов до Австрії/Тіролю в обмін на колишній австро-богемський Марктредвіц за Мюнхенським договором. 
28 квітня 1945 року американська армія перетнула кордон Австрії між Пфронтеном і Вільсом.
У 2016 році Фільс відсвяткував двохсотріччя своєї приналежності до Тіролю.
|                                |
| Фільс на мапі округу та землі. |

 Адреса управління громади: Stadtplatz 1, 6682 Vils (Stadt). 

## Демографія
Історична динаміка населення міста за даними сайту Statistik Austria

## Галерея

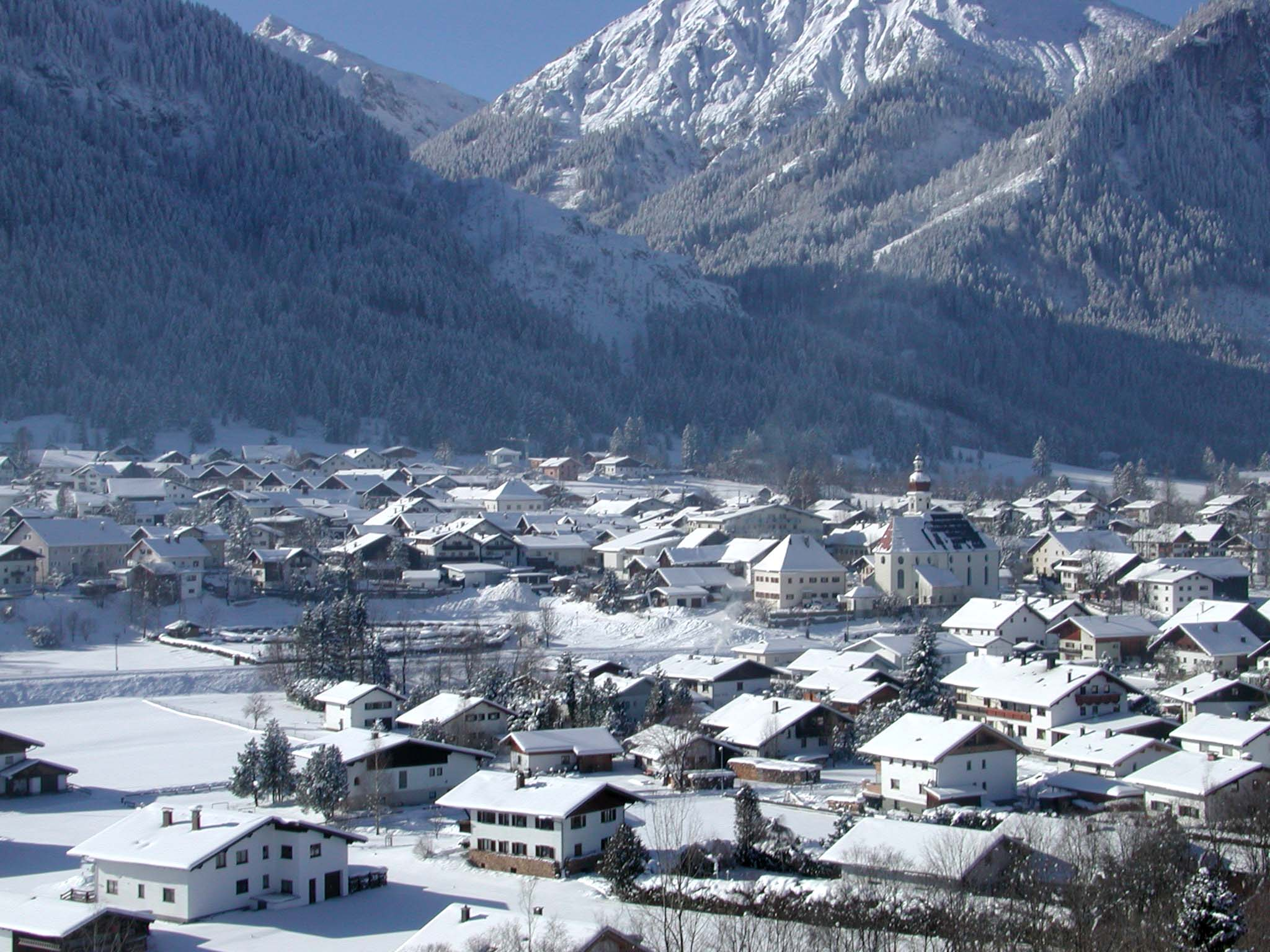
Фільс з північного сходу
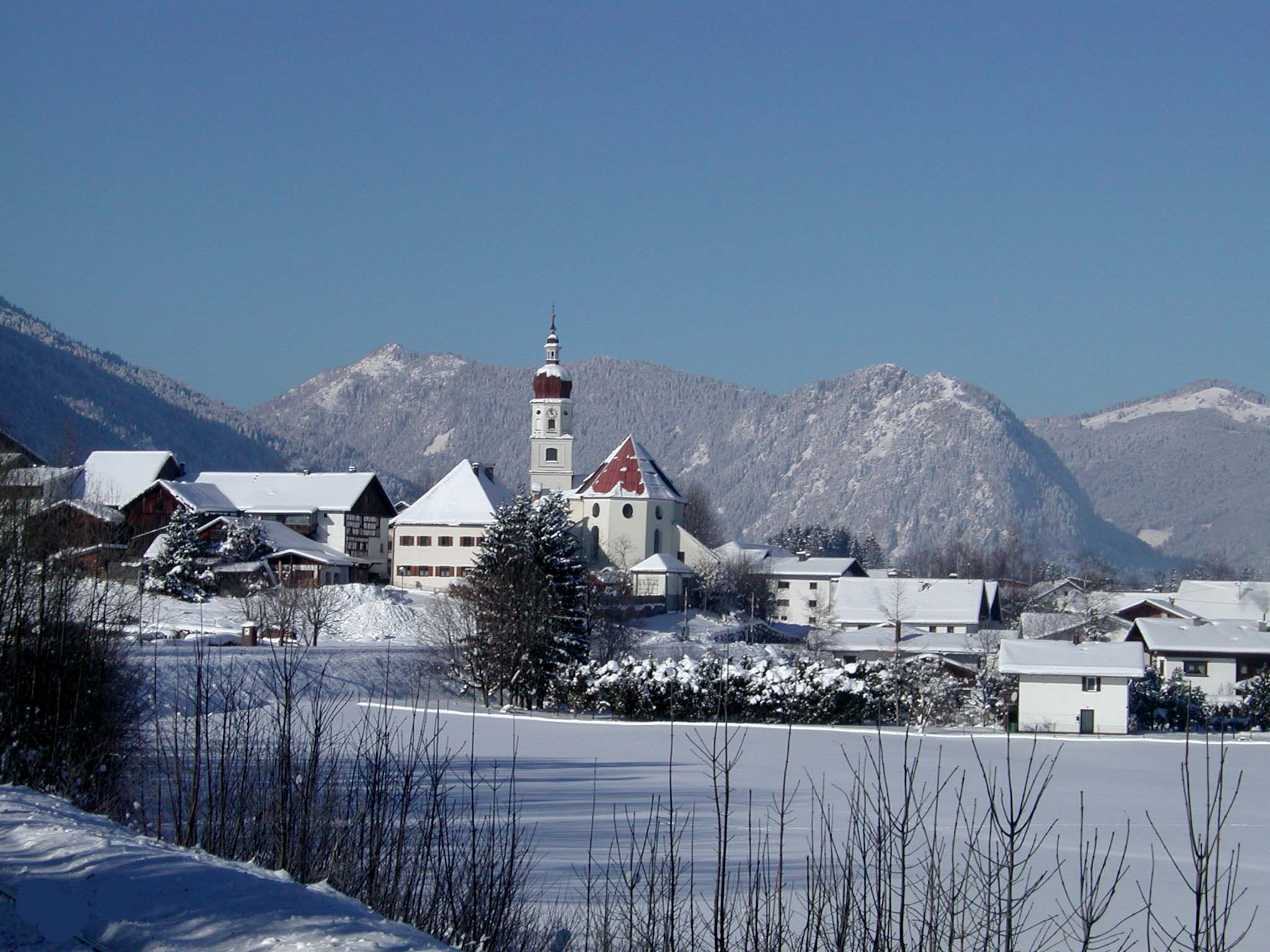
Фільс зі сходу
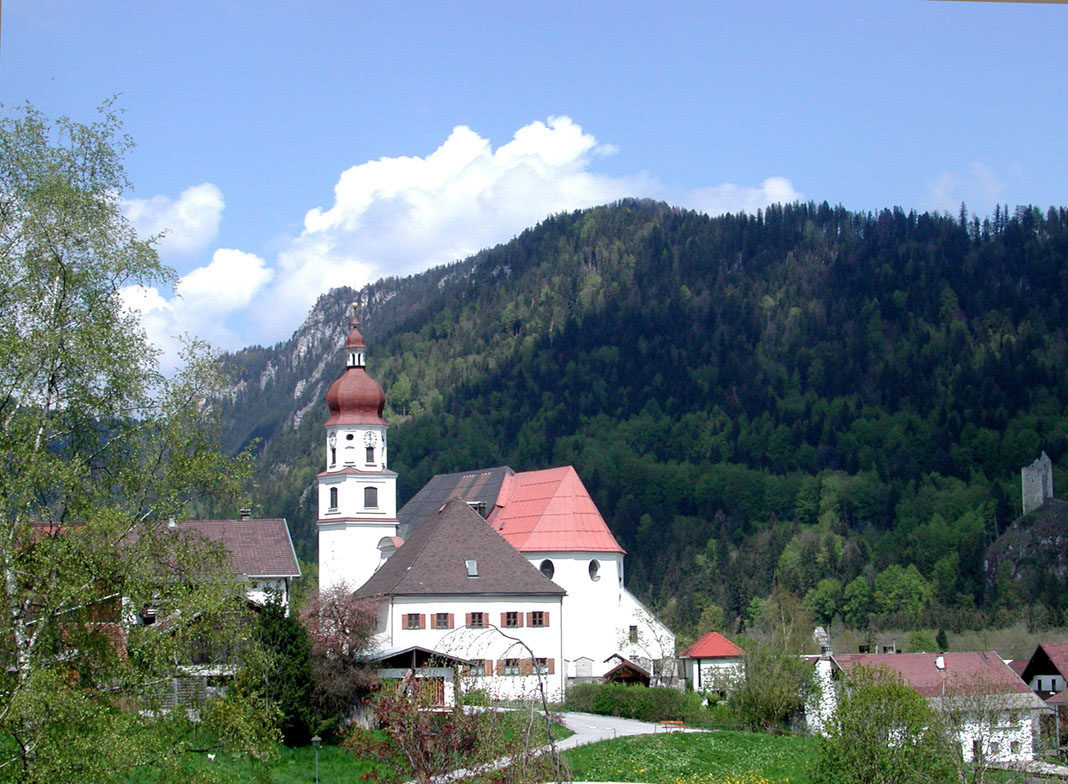
Церква зі сходу
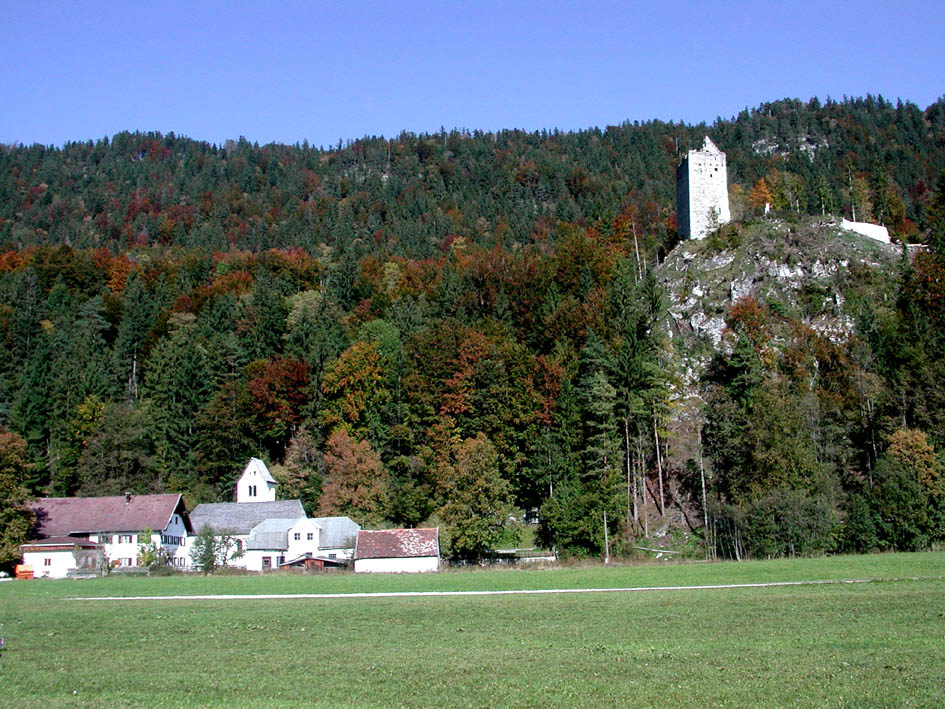
Осередок Санкт-Анна з церквою
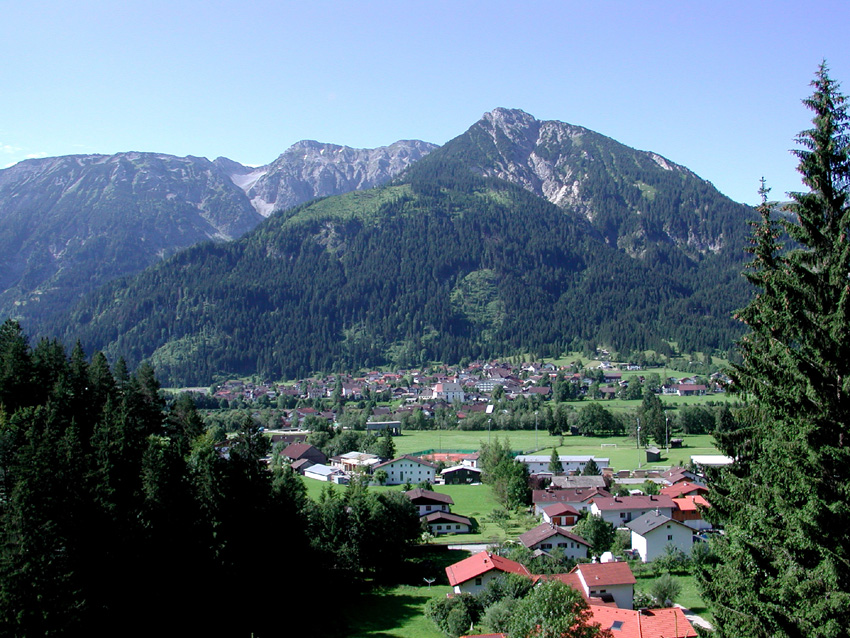
Фільс та гора Фільсер Кегель
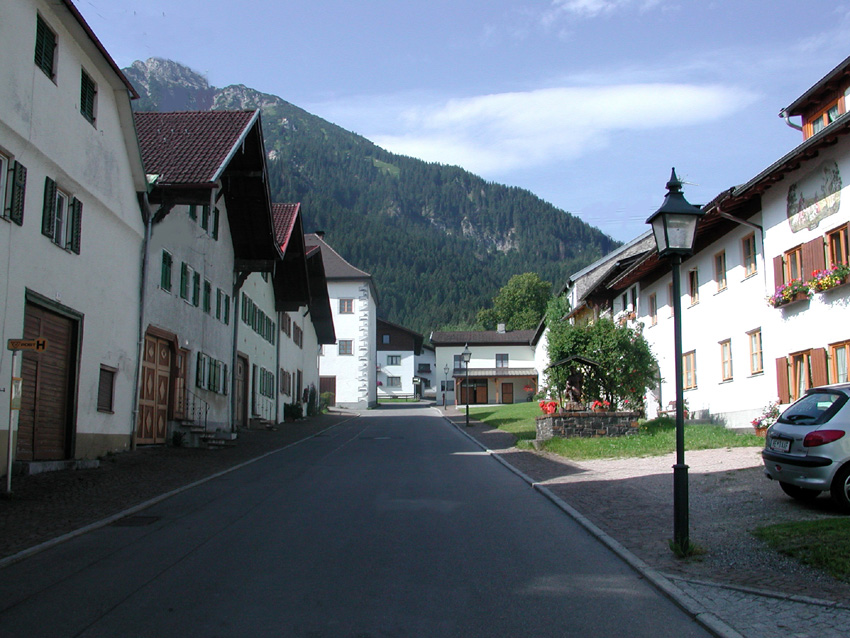
Головна вулиця
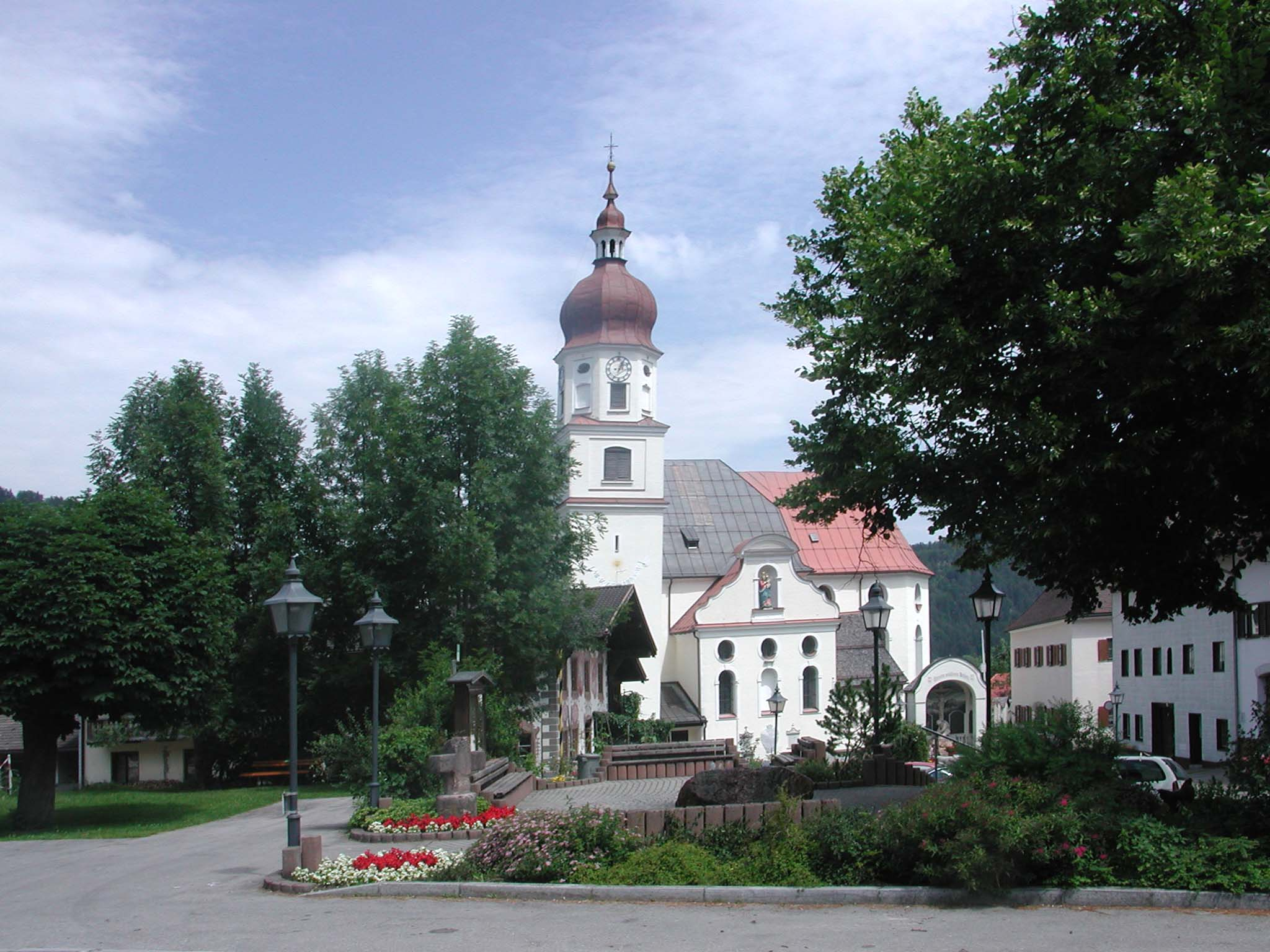
Міська площа
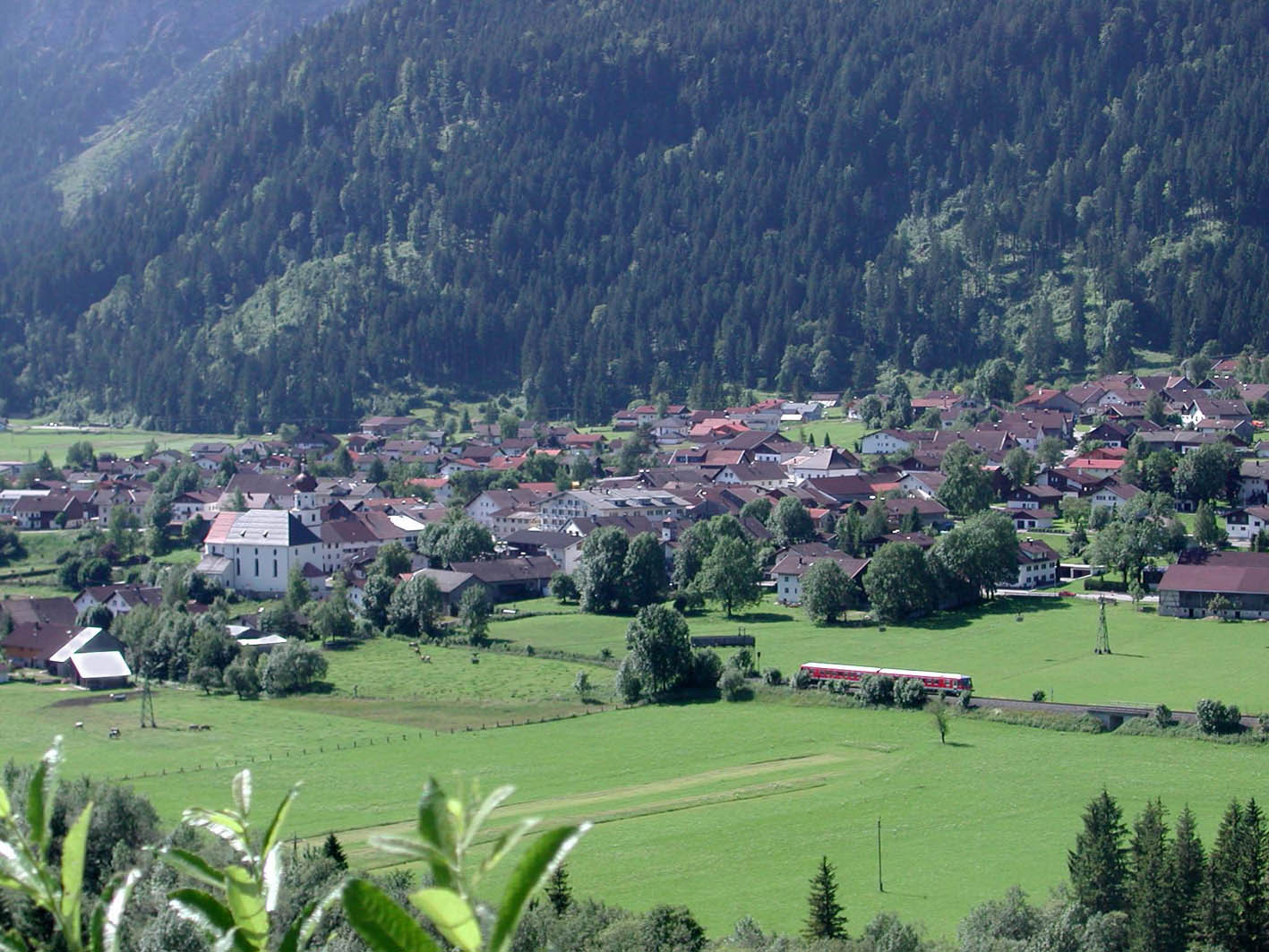
Фільс з північного заходу

## Виноски
1. ↑  Dauersiedlungsraum der Gemeinden Politischen Bezirke und Bundesländer - Gebietsstand 1.1.2018 — Статистичне управління Австрії.
2. ↑  Einwohnerzahl 1.1.2018 nach Gemeinden mit Status, Gebietsstand 1.1.2018 — Статистичне управління Австрії.
3. ↑  www.vils.at. Архів оригіналу за 9 лютого 2018. Процитовано 1 жовтня 2013.
4. ↑  Diether Schürr: Namen am Nordrand der Alpen (= Ladinia. Band 30). 2006, S. 149.
5. ↑  Peter Anreiter, Christian Chapman, Gerhard Rampl: Die Gemeindenamen Tirols: Herkunft und Bedeutung (= Veröffentlichungen des Tiroler Landesarchives). Wagner, Innsbruck 2009 (нім.). с. 535. ISBN 978-3-7030-0449-0.
6. ↑  Vils. geschichte-tirol.com. Процитовано 4 травня 2025.
7. ↑  Gemeindedaten von Vils (Stadt)

| Австрія | Це незавершена стаття з географії Австрії. Ви можете допомогти проєкту, виправивши або дописавши її. |